# Voleibol de praia nos Jogos Olímpicos de Verão de 2004
As competições de voleibol de praia nos Jogos Olímpicos de Verão de 2004 ocorreu entre 14 e 25 de agosto. O local de disputa foi Centro Olímpico de Voleibol de Praia, no interior da Complexo Olímpico da Zona Costeira de Faliro, em Atenas.

## Eventos
Dois eventos da modalidade distribuíram medalhas nos Jogos:
- Torneio masculino (24 duplas)
- Torneio feminino (24 duplas)

## Medalhistas
No torneio masculino, os brasileiros Ricardo Santos e Emanuel Rego conquistaram o ouro para o país ao superarem Javier Bosma e Pablo Herrera, da Espanha, na final. A dupla suíça Patrick Heuscher e Stefan Kobel levou a melhor na disputa pelo bronze frente aos australianos Julien Prosser e Mark Williams.
No torneio feminino, as estadunidenses Kerri Walsh e Misty May conquistaram o ouro para o país ao superarem Adriana Behar e Shelda Bedê, do Brasil, na final. A dupla dos Estados Unidos Holly McPeak e Elaine Youngs levou a melhor na disputa pelo bronze frente aos australianos Julien Prosser e Mark Williams.
| Evento             | Ouro                                     | Prata                                  | Bronze                                        |
| ------------------ | ---------------------------------------- | -------------------------------------- | --------------------------------------------- |
| Masculino detalhes | Ricardo Santos Emanuel Rego BRA Brasil   | Javier Bosma Pablo Herrera ESP Espanha | Stefan Kobel Patrick Heuscher SUI Suíça       |
| Feminino detalhes  | Kerri Walsh Misty May USA Estados Unidos | Adriana Behar Shelda Bedê BRA Brasil   | Holly McPeak Elaine Youngs USA Estados Unidos |

## Quadro de medalhas
| Ordem | País               | Medalha de ouro | Medalha de prata | Medalha de bronze |   | Ordem por total |
| ----- | ------------------ | --------------- | ---------------- | ----------------- | - | --------------- |
| 1     | BRA Brasil         | 1               | 1                |                   | 2 | 1               |
| 2     | USA Estados Unidos | 1               |                  | 1                 | 2 | 1               |
| 3     | ESP Espanha        |                 | 1                |                   | 1 | 3               |
| 4     | SUI Suíça          |                 |                  | 1                 | 1 | 3               |
| TOTAL | TOTAL              | 2               | 2                | 2                 | 6 | —               |